# 조엘 레드먼

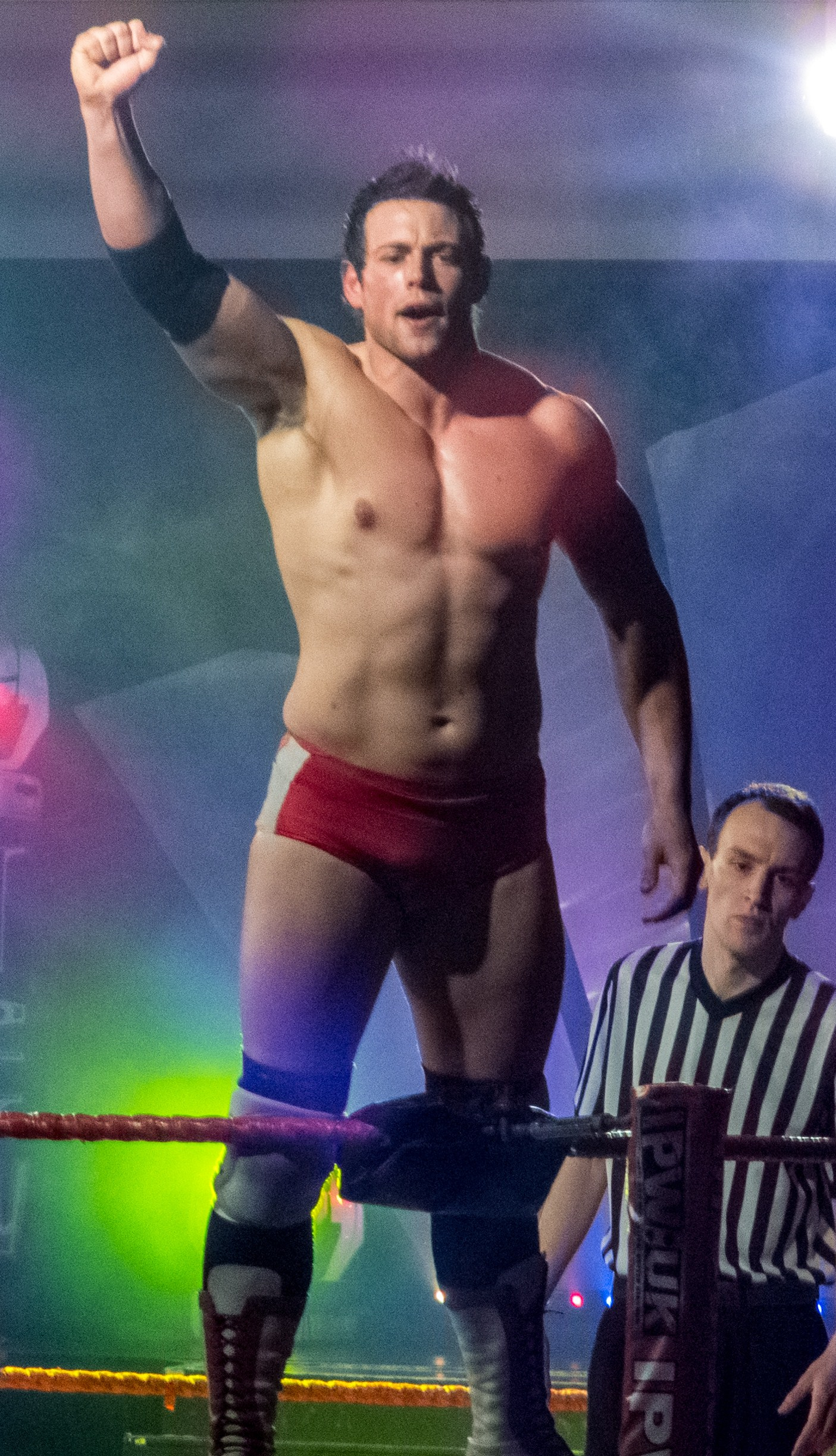
올리버 그레이

조엘 페티퍼(Joel Pettyfer, 1987년 2월 21일 ~ )는 영국의 남자 프로레슬링선수다. 조엘 레드먼(Joel Redman), 올리버 그레이(Oliver Grey)라는 링네임으로 잘 알려져 있다. 키는 187cm 몸무게는 102kg이다. 피니쉬는 니바, 트위스팅 브레인버스터로 사용을 한다.

## 수상
- NXT 태그팀 챔피언 1회 - 에이드리안 네빌